# 莱林
莱林（西班牙語：Lerín）是西班牙纳瓦拉的一个市镇。总面积98平方公里，总人口1857人（2001年），人口密度19人/平方公里。